# Perdicca III di Macedonia
Perdicca III (in greco antico: Περδίκκας?; fl. IV secolo a.C.) fu re di Macedonia dal 365 a.C. al 359 a.C., e succedette al fratello Alessandro II.

## Biografia
Figlio di Aminta III ed Euridice, non era ancora maggiorenne quando Alessandro II fu ucciso da Tolomeo di Aloro, che divenne reggente. 
Il governo di Tolomeo di Aloro fu però debole e contestato da numerosi oppositori, tra i quali la regina vedova Euridice: ella richiese infatti prima l'aiuto del generale ateniese Ificrate e poi quello di Pelopida affinché restaurassero sul trono Perdicca; gli interventi, tuttavia, non furono risolutivi in quanto Tolomeo di Aloro prima corruppe le truppe mercenarie dei nemici e poi li convinse a scendere a patti con lui; in tal modo continuò a governare per ancora tre anni.
Nel 364 a.C., raggiunta la maggiore età, come primo atto, Perdicca III fece giustiziare Tolomeo di Aloro e assunse direttamente il governo del regno, del quale sono giunte a noi pochissime informazioni.
Nei suoi anni di governo, Perdicca cercò di riorganizzare lo stato patrocinando e chiamando a corte numerosissimi letterati, filosofi e uomini di cultura; uno di questi, Eufraeo, discepolo di Platone, ottenne a tal punto il favore del sovrano da escludere dalla corte tutti coloro che non fossero versati nella filosofia o nella matematica.
Oltre al mecenatismo, Perdicca è noto per aver intrapreso un conflitto con Atene in merito alla città di Anfipoli e poi per aver intrapreso una campagna di conquista contro gli Illiri. Nel corso di questa ultima spedizione morì in battaglia e il trono passò a suo figlio, Aminta, sotto la reggenza di Filippo, fratello minore di Perdicca.